# Финал Кубка французской лиги 2014
Финал Кубка французской лиги по футболу 2014 пройдёт в субботу 19 апреля 2014 года на «Стад де Франс» и станет 20-м финалом Кубка французской лиги. В финале встретятся клубы Лиги 1 «Пари-Сен-Жермен» и «Олимпик Лион». Победитель матча начнёт выступления в Лиге Европы следующего сезона с третьего квалификационного раунда (в случае, если займёт в чемпионате Франции место ниже 4-го).

## Путь к финалу
| Пари-Сен-Жермен              | Пари-Сен-Жермен                                      | Раунд         | Олимпик Лион               | Олимпик Лион                                                     |
| ---------------------------- | ---------------------------------------------------- | ------------- | -------------------------- | ---------------------------------------------------------------- |
| Сен-Этьен [Л1] Д 2:1 (доп.вр | Кавани 24', 117',— Эрдинч 78'                        | 1/8 финала    | Реймс [Л2] Д 3:2           | Гомис 58', Ляказетт 60',Гуркюфф 81' — Оньянг 64', Эите 87'(пен.) |
| Бордо [Л1] Г 1:3             | Бийого Поко 48' — Пасторе 45', Рабьо 85' Матюиди 88' | Четвертьфинал | Олимпик Марсель [Л1] Д 2:1 | Гуркюфф 24' , Гомис 74' — Жиньяк 89' пен.                        |
| Нант [Л1] Г 1:2              | Веньо 81' — Ибрагимович 5',90'                       | Полуфинал     | Труа [Л2] Д 2:1            | Ляказетт 16' ,Гомис 27' — Тиаго Шавьер 35'                       |

[Л1] = Лига 1
[Л2] = Лига 2